# 特許植民地
特許植民地（とっきょしょくみんち）または勅許植民地（ちょっきょしょくみんち、英: Charter colony）は、イギリス（イングランド）において国王より特許（勅許、Charter）を受けた法人（勅許会社）や人民の自治によって建設・運営された植民地のこと。特に17-18世紀の北アメリカのものを指す。イギリスの植民地の統治形態の類型の1つであり、他に王冠植民地・領主植民地がある。ただ、基本的に王冠植民地も領主植民地も特許に基づいて建設や運営されており、特許植民地のみが特許を受けていたことを意味しない。また、自治植民地と同一視されることもあるが、これはアメリカ独立時の13植民地の分類においてであり、プリマス植民地やコネチカット植民地（建設時）のように無特許の自治植民地も存在した。
イングランド王国はその設立時から国王が勅許を出し、貴族への所領安堵や自治権の保証などを行ってきた。16世紀に入ると法人に対しても一定の独占権などを認める特許（勅許）が出されるようになり、これを勅許会社と呼ぶ。大航海時代以降、海外領土の獲得と開発も基本は特許に基づいて行われた。17世紀前半の北アメリカへの入植においては、ジェームズタウン植民地（バージニア植民地）やマサチューセッツ湾植民地などのように特許を受けて設立されたものもあれば、プリマス植民地やコネチカット植民地などのように無特許で行われたものもあった。こうした無特許の植民地は、コネチカット植民地やロードアイランド植民地のように後から王室の特許を得られる場合もあれば、プリマス植民地やニューヘイブン植民地のように王室の命令で近隣の特許植民地に併合されるものもあった。また、プリマス植民地は元々は勅許会社のバージニア会社（プリマス会社）から許可を受けたものであったが、本来の入植予定場所（現在のニューヨーク）とは異なる土地に入植したために無特許となった。
特許あるいは特許状は、土地の範囲以外にも王室による特権の許与も記録されているのが普通であり、また多くの場合、永代だった。こうして与えられた特権の内容は植民地ごとによっても異なり、例えばロードアイランド植民地やペンシルベニア植民地は信教の自由が明記され、一般にイギリスで迫害を受けていたクエーカーやカトリックの社会権が認められていた。このため憲章や憲法にもなりうるものであり（憲章はCharterの訳語の1つである）、実際、ロードアイランド植民地とコネチカット植民地は、独立以降も特許状の内容を州憲法として流用した。王冠植民地でも特許状が発行されることがあり、有名なものにマサチューセッツ湾直轄植民地に対するマサチューセッツ特許状がある。この特許状では例外的に総督や議会を住民による選挙で選べることが王室によって保証されていた。しばしば本国政府は特許状を侵害、すなわち植民地の政府や人民に認めた権利を無視しようと試み、これが18世紀後半のアメリカ独立運動の原因ともなった。

## 特許状（Charter）
イギリス（イングランド）では古来より、国王が臣民に対し、特定の土地や特権の譲渡・許与を行った（勅許）。これを記録した権利証書を特許状（Charter）と呼ぶ。この権利は多くの場合永代であった。例えば、これは貴族に与えられる以外にも国王から自治都市（Borough）に与えられるものも多く、13世紀初頭には300に達していた。この特許では選挙に基づいて選出された代表による自治権や商人ギルドの結成権、あるいは徴税権などが認められていた。
16世紀に入ると法人に対しても一定の独占権などを認める特許（勅許）が出されるようになり、特に17世紀に入って北アメリカへの入植事業を行う法人に特許が与えられた（勅許会社）。この最初期のものが1606年に設立されたバージニア会社である。以降、清教徒革命まで事業目的の法人に特許を与えることが多くなり、これによって設立された植民地を特許植民地と呼ぶ。しかし、清教徒革命以降は領主団（貴族グループ）に植民地建設の特許を与える領主植民地の形式が主流となった。
"Charter" は日本語では憲章とも訳され、植民地に与えられた特許状は植民地憲章とも呼ばれる。特許状は統治権の及び土地の範囲を定め、現地政府の権限を定めているなど憲法的な役割も果たしているものであり、実際、ロードアイランド植民地（ロードアイランド特許状）は、独立以降も特許状の内容を州憲法として流用し、1843年の改定まで用いた（同様にコネチカットも州憲法に流用していた）。

## 勅許のある自治植民地の例
1606年、イングランド国王ジェームズ1世は、北アメリカへの入植に許可を出す勅許を出した。この勅許によって設立された勅許会社が「ロンドンのバージニア会社」（ロンドン会社）と「プリマスのバージニア会社」（プリマス会社）である（合わせてバージニア会社と呼ぶ）。2社はそれぞれ入植者を募り、1607年にロンドン会社は現在のバージニア州にジェームズタウン植民地（後のバージニア植民地）を、プリマス会社は現在のメイン州にポパム植民地を建設した。これが北アメリカ大陸における最初の特許植民地となった。
しかし、ポパム植民地は運営に失敗して1年で放棄されて消滅した。ジェームズタウン植民地は、北アメリカで2番目の恒久的な植民地となったが、植民者は当初計画を下回った上にインディアンの襲撃を受けて低迷し（ジェームズタウンの虐殺）、1624年に王室直轄地となり、名前もバージニア植民地となった。
1620年代、ポパム植民地の失敗で休眠状態であったプリマス会社が復活するなど、再び北アメリカへの入植が試みられるようになった。本来は投資目的であったが、イングランド国教会に抑圧されたピューリタンの移民希望者が信仰の自由を求めて計画に参加するようになる。その初期のものの1つが、プリマス会社の後継組織であるニューイングランドのプリマス評議会から土地供与を認められた「マサチューセッツ湾入植地に関するニューイングランド会社」（通称マサチューセッツ湾会社）である。法人幹部らは新世界における土地所有権の複雑さを知り、また、ピューリタンの入植希望者の増大の問題を危惧し、国王に新規の特許状を求めた。こうして、1629年にチャールズ1世によって正式に特許が与えられたのがマサチューセッツ湾植民地である。この特許において、その領域はチャールズ川とメリマック川の間から太平洋までの西方全域と定義されていた。
現在のマサチューセッツ州ボストンに建設された植民地は、入植したピューリタン住民の自治によって運営され、清教徒神政政治が行われた。しかし、1684年にチャールズ2世に特許が剥奪されて王室直轄領となる（ニューイングランド王領）。その後、名誉革命を受けて一時期自治権を回復するが、最終的には1691年にプリマス植民地ほか、他の近隣植民地や準州を吸収合併する形で王室直轄領であるマサチューセッツ湾直轄植民地に移行した。

## 勅許のない自治植民地
17世紀前半の北アメリカへの入植においては、しばしばイングランド国王の特許を受けずに建設されたイングランド人移民の植民地が存在した。これらは後から王室の特許を受けるか、もしくは近隣の特許植民地に吸収され、17世紀中には無特許の植民地は姿を消した。以下では後の13植民地に連なるものを挙げる。
ニューイングランド地域の自治植民地として最初に成功したことで知られるプリマス植民地（1620年建設）は、無特許の植民地であった。当初は勅許会社・バージニア会社の許可を受けてハドソン川河口付近（現在のニューヨーク）に入植する予定であったが、入植者たち（ピルグリム・ファーザーズ）は現地でニュープリマス（現在のプリマス）に変更した。最盛期には現在のマサチューセッツ州南東部の大半を占めたが、無特許のため、1691年にマサチューセッツ湾植民地を主体とする王冠植民地のマサチューセッツ湾直轄植民地が設立すると吸収された。
1636年と1637年に相次いで現在のコネチカット州に建設されたのがハートフォードを首都とするコネチカット植民地と、ニューヘイブンを首都とするニューヘイブン植民地である。いずれもマサチューセッツ（ボストン）では不十分とみた急進派のピューリタン入植者らが、当時、オランダが入植を試みていた地域に進出したもので、無特許であった。それぞれ成功し、規模を拡大したが、王政復古後に異なる運命をたどった。コネチカット植民地は1662年にチャールズ2世より特許を得て、正式に自治権が認められた。一方、ニューヘイブン植民地はレジサイド（王殺し）の容疑者を匿っていたことで王室の怒りを買い、1664年にコネチカット植民地に吸収統合させられた。
1636年に現在のロードアイランド州に建設されたロードアイランド植民地は、マサチューセッツでの宗教的迫害から逃れてきた者たちによって、その南西部のプロビデンスに建設された無特許の植民地である。その経緯から入植者らはイングランド本国に、近隣のピューリタン植民地から干渉を受けないための自治独立の保証を求め、1644年にイングランド議会（長期議会）が特許を与えた。その後、一時期、個人に特許が与えられて領主植民地となるが、住民の抗議を受けて自治権が保証された自治植民地に戻った。